# Фига
Фига (слч. Figa) насељено је мјесто са административним статусом сеоске општине (слч. obec) у округу Римавска Собота, у Банскобистричком крају, Словачка Република.

## Становништво
| Година:    | 1994. | 2004.   | 2014.    | 2024.   |
| ---------- | ----- | ------- | -------- | ------- |
| Број људи: | 372   | 379     | 423      | 421     |
| Разлика:   |       | +1,88 % | +11,60 % | -0,47 % |

| Година:    | 2023. | 2024.   |
| ---------- | ----- | ------- |
| Број људи: | 426   | 421     |
| Разлика:   |       | -1,17 % |

Према подацима о броју становника из 2011. године насеље је имало 411 становника.